# 홍성군의 국회의원

## 홍성군의 역대 국회의원 일람
| 대수         | 이름           | 소속정당           | 임기                               | 선거구역                             | 개표결과    |
| ------------ | -------------- | ------------------ | ---------------------------------- | ------------------------------------ | ----------- |
| 제1대        | 손재학(孫在學) | 대한독립촉성국민회 | 1948년 5월 31일 - 1950년 5월 30일  | 홍성군 일원                          | 보기        |
| 제2대        | 유승준(兪昇濬) | 무소속             | 1950년 5월 31일 - 1954년 5월 30일  | 홍성군 일원                          |             |
| 제3대        | 김지준(金知俊) | 자유당             | 1954년 5월 31일 - 1958년 5월 30일  | 홍성군 일원                          | 홍성군 일원 |
| 제4대        | 유승준(兪昇濬) | 민주당             | 1958년 5월 31일 - 1960년 7월 28일  | 홍성군 일원                          |             |
| 제5대 민의원 | 김영환(金英煥) | 민주당             | 1960년 7월 29일 - 1961년 5월 16일  | 홍성군 일원                          |             |
| 제6대        | 이상철(李相喆) | 국민의당           | 1963년 12월 17일 - 1967년 6월 30일 | 청양군·홍성군 일원                   |             |
| 제7대        | 장영순(張榮淳) | 민주공화당         | 1967년 7월 1일 - 1971년 6월 30일   | 청양군·홍성군 일원                   |             |
| 제8대        | 장영순(張榮淳) | 민주공화당         | 1971년 7월 1일 - 1972년 10월 17일  | 청양군·홍성군 일원(제9선거구)        |             |
| 제9대        | 장영순(張榮淳) | 민주공화당         | 1973년 3월 12일 - 1979년 3월 11일  | 청양군·홍성군·예산군 일원(제6선거구) |             |
| 제9대        | 한건수(韓建洙) | 신민당             | 1973년 3월 12일 - 1979년 3월 11일  | 청양군·홍성군·예산군 일원(제6선거구) |             |
| 제10대       | 장영순(張榮淳) | 민주공화당         | 1979년 3월 12일 - 1980년 8월 27일  | 청양군·홍성군·예산군 일원(제6선거구) |             |
| 제10대       | 한건수(韓建洙) | 신민당             | 1979년 3월 12일 - 1980년 10월 27일 | 청양군·홍성군·예산군 일원(제6선거구) |             |
| 제11대       | 이종성(李種聲) | 한국국민당         | 1981년 4월 11일 - 1985년 4월 10일  | 청양군·홍성군·예산군 일원(제7선거구) |             |
| 제11대       | 최창규(崔昌圭) | 민주정의당         | 1981년 4월 11일 - 1985년 4월 10일  | 청양군·홍성군·예산군 일원(제7선거구) |             |
| 제12대       | 최창규(崔昌圭) | 민주정의당         | 1985년 4월 11일 - 1988년 5월 29일  | 청양군·홍성군·예산군 일원(제7선거구) |             |
| 제12대       | 김성식(金聖植) | 민주한국당         | 1985년 4월 11일 - 1988년 5월 29일  | 청양군·홍성군·예산군 일원(제7선거구) |             |
| 제13대       | 조부영(趙富英) | 신민주공화당       | 1988년 5월 30일 - 1992년 5월 29일  | 청양군·홍성군 일원                   |             |
| 제14대       | 조부영(趙富英) | 민주자유당         | 1992년 5월 30일 - 1996년 5월 29일  | 청양군·홍성군 일원                   |             |
| 제15대       | 이완구(李完九) | 신한국당           | 1996년 5월 30일 - 2000년 5월 29일  | 청양군·홍성군 일원                   |             |
| 제16대       | 이완구(李完九) | 자유민주연합       | 2000년 5월 30일 - 2004년 5월 29일  | 청양군·홍성군 일원                   |             |
| 제17대       | 홍문표(洪文杓) | 한나라당           | 2004년 5월 30일 - 2008년 5월 29일  | 홍성군·예산군 일원                   |             |
| 제18대       | 이회창(李會昌) | 자유선진당         | 2008년 5월 30일 - 2012년 5월 29일  | 홍성군·예산군 일원                   |             |
| 제19대       | 홍문표(洪文杓) | 새누리당           | 2012년 5월 30일 - 2016년 5월 29일  | 홍성군·예산군 일원                   |             |
| 제20대       | 홍문표(洪文杓) | 새누리당           | 2016년 5월 30일 - 2020년 5월 29일  | 홍성군·예산군 일원                   |             |
| 제21대       | 홍문표(洪文杓) | 미래통합당         | 2020년 5월 30일 - 2024년 5월 29일  | 홍성군·예산군 일원                   |             |
| 제22대       | 강승규(姜升圭) | 국민의힘           | 2024년 5월 30일 -                  | 홍성군·예산군 일원                   |             |

## 같이 보기
- 청양군의 국회의원
- 예산군의 국회의원
- 청양군·홍성군
- 홍성군·예산군